# Emil Racoviță (navă)
În anul 1977 nava Emil Racoviță intră în dotarea Centrului de scafandri Constanța. Nava, fostul cargou Arad, a fost reproiectată pentru instalarea sistemului „Ulyss” de scufundări la mare adâncime la șantierul naval Turnu-Severin. Nava a fost utilizată și pentru cercetări oceanografice și hidrografice.
- Deplasament: 1900 tone

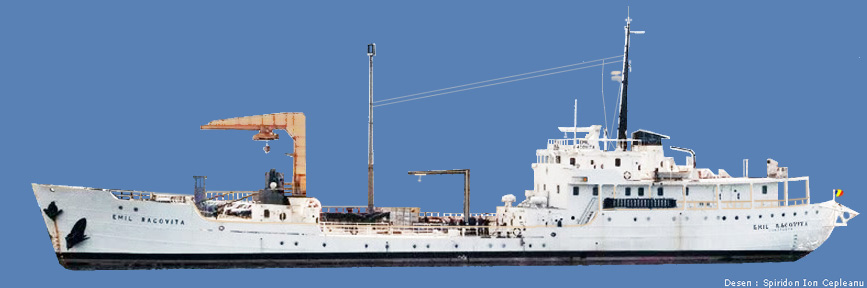
Desen reprezentând nava „Emil Racoviță” a Centrului de scafandri din Constanța (fostul cargobot „Arad”).

- Dimensiuni: lungime: 70 m; lățime: 10 m; pescaj: 3,9 m
- Viteza: 11 Nd

La data de 21.11.1976 o delegație de la Centrul de scafandri din Constanța s-a deplasat în garnizoanele Galați și Turnu-Severin pentru perfectarea proiectului preliminar de amenajare a navei Arad din dotarea Flotei Comerciale Maritime „Navrom” din Constanța, ca navă de intervenție cu scafandri de mare adâncime. Preluarea ei în cadrul Centrului de Scafandri s-a făcut în baza Decretului Consiliului de Stat al R.S.R. nr. 240 din 27.07.1977. 
La data de 30.10.1977 instalația de scufundare „Ulyss” livrată de firma Comex Industries din Marsilia (Franța), a fost transportatã de la Constanța la șantierul naval din Turnu-Severin în vederea amplasării pe nava de intervenție cu scafandri Arad. Prin ordinul C.M.M. nr. 31 din 30.10.1977, începând cu data de 31.11.1977, nava intră în compunerea Grupului de scafandri de mare adâncime al Centrului de Scafandri, primind numele de bordaj Emil Racovițã, având comandant pe Cpt.Rg.2 Ivan Cravțov, iar ofițer secund pe Cpt.Rg.3 Constantin Scarlat. 
În perioada 01-26.08.1978, nava Emil Racoviță a executat mai multe misiuni pe mare ca bază pentru scufundări reale la mare adâncime cu instalația „Ulyss”. Astfel, între 01-06.08.1978 s-au executat scufundări la 40 de metri, apoi între 15-18.08.1978 se intră în imersiune de 4 ori la adâncimea de 70 de metri, iar între 22-26.08.1978 scafandrii au atins adâncimea de 100 de metri. 
Între 07-12.01.1981, în bazinul de vest al Mării Negre s-a produs o furtună puternică, cu vânt din nord-nord-est cu viteza de 22-24 m/s, și zăpadă viscolită. Navele de intervenție cu scafandri Emil Racoviță și Grigore Antipa au luptat timp de 24 de ore cu valurile și vântul, ținând la capă. Nava Grigore Antipa a reușit să se adăposteascã în portul Constanța. Nava Emil Racoviță a ținut la capă timp de 72 de ore navigând cu o viteză de 1-2 noduri înapoi, reușind în final să se adãpostească în rada Caliacra, unde a ancorat alături de alte nave comerciale străine și românești lovite de furtună. 
Pe timpul furtunii, Emil Racovițã a trebuit să sacrifice două ancore grele cu lanțurile lor. Nava a revenit în țarã în ziua de 13 ianuarie 1981 cu mijlocul de propulsie propriu, intrând imediat în verificări tehnice. 
Din 2007 nava Emil Rcoviță s-a aflat în „parcul rece” al Forțelor Navale Române fiind conservată la cheu. În 2022 s-a hotărât vânzarea navei la fier vechi, fiind dezmembrată la Mangalia în toamna anului 2022.